# Tragocephala cuneifera
Tragocephala cuneifera es una especie de escarabajo longicornio del género Tragocephala, subfamilia Lamiinae. Fue descrita científicamente por Aurivillius en 1915.
Se distribuye por Angola. Posee una longitud corporal de 17-22 milímetros.